# Toki Tori 2
Toki Tori 2 es un juego de plataformas de rompecabezas, desarrollado por la compañía holandesa de desarrollo de videojuegos Two Tribes. Es la continuación del juego Toki Tori de 2001. El juego se anunció originalmente en diciembre de 2011 con un lanzamiento previsto para la primavera de 2012 para dispositivos Steam e iOS (y más tarde se anunció como un juego de Wii U), pero el juego se retrasó debido a unos tiempos de desarrollo más largos de lo esperado. El juego salió a la venta el 4 de abril de 2013 para Wii U y el 11 de julio de 2013 para Steam para Windows y Mac OS X.
El 12 de septiembre de 2013, una versión actualizada llamada Toki Tori 2+ fue lanzada para la Wii U, añadiendo nueva música y rompecabezas. Toki Tori 2+ hizo su debut en Linux con Humble Bundle X lanzado el 3 de enero de 2014. El juego fue lanzado más tarde en Japón y publicado por Rainy Frog el 3 de septiembre de 2014. Toki Tori 2+ se lanzó para el Nintendo Switch el 23 de febrero de 2018.

## Modo de juego
El juego en Toki Tori 2 es muy diferente en comparación con su predecesor, la principal diferencia es la ausencia de elementos para Toki Tori para usar. Estas son reemplazadas por dos habilidades que Toki Tori tiene durante el juego que se utilizan para manipular el entorno y las criaturas dentro de él, la primera es Silbato que generalmente hace que las criaturas se muevan más cerca de Toki Tori, así como para silbar canciones que realizan diversas acciones. La otra habilidad disponible para Toki Tori es Stomp. Stomp generalmente asusta a las criaturas para que se alejen de Toki Tori, así como para que rompan algunas partes del entorno. También hay otros elementos que componen el juego, por ejemplo, si Toki Tori camina en el agua sus plumas se mojarán, lo que puede ser utilizado para otras tareas, como caminar a través de la hierba cortada mientras que mojada hará que crezca para que pueda ser utilizada.
El juego también cuenta con varias características que son nuevas para la serie, una de estas características es el Tokidex. El Tokidex es uno de los coleccionables en el juego, como el juego se juega el jugador puede utilizar una canción para mostrar la cámara que se controla a través del mando de Wii U (o a través del teclado en la versión de ordenador). Esta cámara se utiliza para tomar fotos de las criaturas que aparecen en el mundo, el jugador es recompensado por recoger fotos de cada criatura en el juego.

## Desarrollo
Antes de que el juego fuera anunciado fue insinuado en numerosas ocasiones por Two Tribes, el principal ejemplo de esto fue un código QR que se podía encontrar en el puerto de Windows/Mac de EDGE que llevó a un temporizador de cuenta atrás, cuando este temporizador de cuenta atrás terminó cambió para mostrar una imagen de un esqueleto de Toki Tori enterrado con un agujero en el suelo junto a él. Después de la cuenta atrás, Toki Tori 2 fue anunciado poco después.
Cuando se anunció el juego fue cuando se empezó a trabajar en el juego y en este punto Two Tribes invitó a los aficionados a formar parte del proceso de desarrollo proporcionando acceso a una construcción alfa del juego a través de Steam, que comenzó como un visor de arte conceptual, pero a medida que se creaban nuevas características para el juego se fueron implementando en el alfa, como el editor de niveles. Two Tribes también implementó una función de grabación de entrada en el alfa que les permitía pedir a los jugadores que completaran tareas o niveles en el alfa y luego enviar su grabación a Two Tribes para que se utilizara para mejorar el juego, así como para corregir errores.
El editor de niveles de la Wii U fue cancelado debido a unas ventas inferiores a las previstas y a varias dificultades técnicas.
El 22 de octubre de 2013, Two Tribes anunció que la versión prevista de iOS se había cancelado.
El 16 de febrero de 2018, Toki Tori 2+ apareció en la tienda en línea de Nintendo Switch sin previo aviso, y se lanzó oficialmente siete días después en Norteamérica, Europa y Australia. Two Tribes afirma que es la versión definitiva del juego, y viene con soporte para captura de vídeo y Rumble HD. La pre-orden vino con un precio de introducción.

## Recepción
Toki Tori 2 recibió críticas positivas. IGN elogió el juego por su exploración, sus gráficos y sutiles controles, mientras criticaba el juego por su lento ritmo y su falta de acción. Joystiq también elogió el juego por su naturaleza exploradora y no de mano, sus bellas obras de arte y sus rompecabezas de flexión de cerebro. Nintendo World Report también elogió el juego por su vibrante juego.